# 阪神教育事件
阪神教育事件（はんしんきょういくじけん） は、GHQの指令を受けた日本政府が「朝鮮人学校閉鎖令」を発令し、日本全国の朝鮮人学校を閉鎖しようとした事に対して、1948年（昭和23年）4月14日から4月26日にかけて大阪府と兵庫県で発生した在日韓国・朝鮮人 と日本共産党による暴動及び拉致監禁事件。民族教育闘争という見方 もある。戦後の日本国憲法下で非常事態宣言が布告された最初の事例である。朝鮮人学校事件、大阪での事件は大阪朝鮮人騒擾事件、また神戸での騒乱事件は神戸朝鮮人学校事件 とも呼ばれる（その他の呼称については本項で記す）。

## 呼称
この事件の呼称は以下のように様々なものがある。
朝鮮人学校事件、在日朝鮮人学校事件、 四・二四阪神教育事件 とも呼ばれる。

### 大阪事件
大阪府での騒乱事件は大阪朝鮮人騒擾事件、
朝鮮人府庁乱入事件、または大阪事件 とも呼ばれる。
1956年の『大阪市警察誌』では、「朝鮮人学校の閉鎖をめぐる騒じょう事件」 と表記された。

### 神戸朝鮮人学校事件
神戸での騒乱事件は神戸朝鮮人学校事件、または神戸事件 とも呼ばれる。

### 在日朝鮮人の運動としての呼称
この他、梶村秀樹 や在日朝鮮人運動の観点からは阪神教育闘争 または四・二四阪神教育闘争 とも呼ばれる。他に阪神教育運動、神戸教育闘争事件 という言い方もある。

## 事件の発端

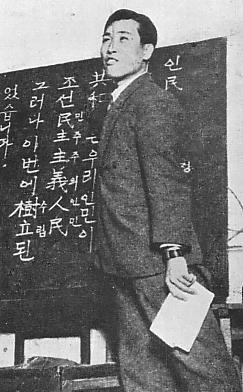
当時の民族教育

1947年（昭和22年）10月、連合国軍最高司令官総司令部総司令官ダグラス・マッカーサーは、日本政府に対して、「在日朝鮮人を日本の教育基本法、学校教育法に従わせるよう」に指令した。
このころ在日朝鮮人の子供たちは、日本内地の教育により、朝鮮語の読み書きが充分にできなかったため、日本各地で国語講習会が開催され、文字と言葉を知ったものが先生となり、在日朝鮮人の子供たちに朝鮮語を教えた。教材は独自に作成された。国語講習会は在日本朝鮮人連盟（略称は朝連）事務所や工場跡地、地元の小学校校舎などを借りて開かれた。その後、国語講習会は朝鮮人学校に改組され、学校は全国に500数十校、生徒数は6万余人を数えた。
1948年1月24日、文部省学校局長は各都道府県知事に対して、「朝鮮人設立学校の取扱いについて」という以下の骨子の通達を出し、朝鮮人学校の閉鎖と日本の学校への編入を指示した（朝鮮学校閉鎖令）。
1. 在日朝鮮人も日本の公私立学校に就学する義務がある
2. 私立学校は学校教育法で定める認可を受けなければならない
3. 義務教育機関における各種学校は認めない
4. 朝鮮語教育は課外で行っても差し支えない[27]

同年1月27日、朝連は第13回中央委員会を開催し、朝鮮学校閉鎖令に対し反対を表明した。さらに、「三・一独立運動闘争記念日」に合わせて、「民族教育を守る闘争」を全国で展開するように訴えた。
同年3月1日には、「三・一運動二九周年記念群衆大会」が全国で開催され、皇居前広場に8000人が結集した東京大会において朝連は、「1.朝鮮人の教育に干渉しないこと、2.朝鮮人の教育費は日本政府が負担せよ」との要求を表明した。
大阪府と兵庫県ではこの通達に基づき、朝鮮学校の閉鎖を命じた。阪神地区では、朝連の宋性澈が闘争の指導に当たった。在日朝鮮人で当時16歳であった金太一（キム・テイル）が闘争中に警官に射殺されている。

## 事件の概要

### 大阪府
1948年4月23日9時、大阪府大阪城前の大手前公園で、朝鮮人学校弾圧反対人民大会が開催された。集会には在日朝鮮人や日本共産党関西地方委員会の日本人など7000人余が集結した。16人の代表が選出され、大阪府庁舎で大阪府知事・赤間文三との交渉を行うことになった。
12時30分、大阪府庁知事室において副知事（赤間知事は当日不在だった）と朝鮮人代表者16人との交渉が始まった。行政側は学校教育法と教育基本法にもとづく範囲内での朝鮮人教育の自主性を認める立場であり、片や朝鮮人側は日本の法に縛られず、なおかつ日本の小学校の校舎を使い続けたいと望んだ。交渉は合意には至らず、15時になって在日朝鮮人や日本共産党関西地方委員会の日本人など7000人余の中からシュプレヒコールが起こった。同時に50人余の青年が行動隊を編成し、スクラムを組んで大阪府庁前の阻止線を突破した。15時30分には行動隊に続いて、在日朝鮮人や日本共産党関西地方委員会の日本人など7000人余も大阪府庁に暴力で突入し、3階までの廊下を占拠。副知事は警察官の誘導で、戦時中に作られていた地下道を通って脱出した。
17時頃には群衆が知事室になだれ込み、ドアや調度品を破壊するといった行動に出る。日本共産党大阪地方委員会に派遣されていた増山太助は川上貫一衆議院議員とともに知事室に駆けつけたが、収拾がつかない状態だった。
夜になって大阪城周辺の各所で在日朝鮮人や日本共産党関西地方委員会の日本人によってかがり火が焚かれ、朝連としては川上を代表として交渉の場を作ろうとした。しかしそこへアメリカ軍や武装警官が到着し、在日朝鮮人や日本共産党関西地方委員会の日本人らと乱闘。在日朝鮮人のうち1人が死亡し20人が負傷した。警官側の負傷者は、31人だった。179人が騒擾罪で検挙された。
同日、東京軍政部教育課当局は、「これらの事件は朝鮮人団体内の非良心的且つ無責任な指導者が政治的意図をもった策動により一層誇張されたものになった」と声明を発した。
4月25日には朝連や日本人約300人が南警察署に押しかけ逮捕者の釈放を要求したが、抗議に来た群衆に向けて警官隊が威嚇射撃を行い追い返した。
翌4月26日に朝連は大阪東成区や旭区などで「朝鮮人学校弾圧反対人民大会」を開催。午後には朝鮮人代表者と赤間府知事との間で再度交渉が行われたが、15時40分に別室で待機していた大阪軍政部のクレーグ大佐が、交渉の中止と大手前公園に集結していた在日朝鮮人2万人の解散を指示。これに対し在日朝鮮人1600人のデモ隊が再び大阪府庁に向かい、武装警官隊の阻止線で投石を開始。武装警官隊は消防車に放水をさせ、デモ隊に突入し拳銃で発砲した。この衝突で当時16歳であった在日朝鮮人金太一が死亡する。
検挙者は軍事裁判にかけられ、日本人9人と在日朝鮮人8人が重労働4年以下の判決を受けた。このうち当時の朝鮮総連の朴柱範兵庫県本部委員長は神戸刑務所に服役し、1949年11月25日に病気を理由に仮釈放されたが僅か数時間後に死亡した。
事件解決後、大阪市警察局には、アメリカ陸軍第25師団司令部より感謝状が贈呈された。

### 兵庫県

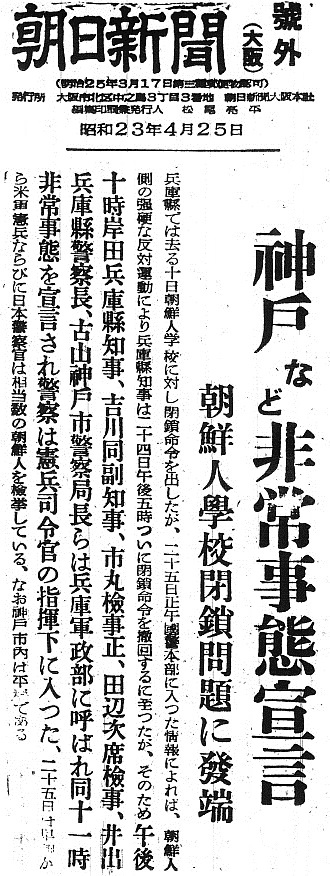
非常事態宣言布告を報じた朝日新聞号外（1948年4月25日付）

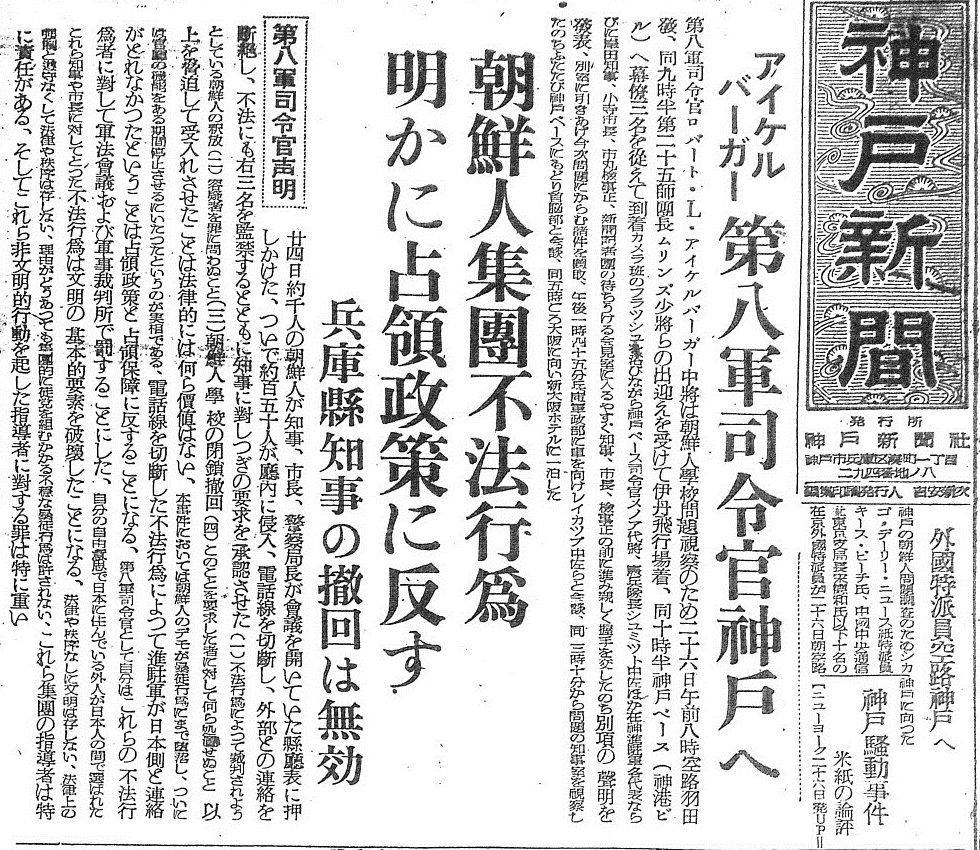
アイケルバーガー司令官の神戸視察を報じた神戸新聞（1948年4月27日付）

1948年4月10日に兵庫県知事・岸田幸雄は、朝鮮人学校に対して封鎖命令を発令。これを受けて14日に朝連は兵庫県庁を訪れ、岸田との交渉を要求した。言動はしばしば威圧的・脅迫的になった。
4月23日に警官隊と米軍MPが朝鮮人学校灘校と東神戸校を封鎖すると、翌24日に封鎖に抗議する在日朝鮮人や日本人が兵庫県県庁前に集結。9時30分に兵庫県庁知事室で、岸田知事と神戸市長・小寺謙吉、検事正ら15人が朝鮮人学校閉鎖仮処分執行問題と在日朝鮮人の抗議集会対策を協議。協議が行われているとの情報は朝連にも伝わり、約100人の在日朝鮮人や日本人が兵庫県庁内に突入。知事応接室を占拠して備品などを破壊した後、壁を打ち破って知事室になだれ込み岸田知事やMPを拉致監禁するに至る。知事室に乱入した在日朝鮮人や日本人は電話線を切断して外部との連絡を絶ち、「学校閉鎖令の撤回」「朝鮮人学校閉鎖仮処分の取り消し」「朝鮮人学校存続の承認」「逮捕された朝鮮人の釈放」などを岸田知事に要求。
半ば監禁状態にあって岸田は、17時に諸要求の受け入れを誓約。しかしその日の22時に岸田知事と吉川覚副知事・市丸検事正・田辺次席検事・出井兵庫県警察長・古山神戸市警察局長らが、占領軍兵庫県軍政部に召集され、23時に兵庫県軍政部が「非常事態宣言」を発令。
軍政部の非常事態宣言によって兵庫県と神戸市の全警察官はアメリカ軍憲兵司令官の指揮下に入り、兵庫県庁への乱入者の徹底検挙命令と共に岸田知事が一旦受け入れた在日朝鮮人の要求への誓約を無効とした。
25日早朝にMPと米軍憲兵司令官指揮下の警官による県庁乱入者の検挙を開始し、29日までに、1590人もしくは7295人 を検挙。日本共産党の神戸市議会議員・堀川一知も拘引された。4月28日には米軍軍政部の非常事態宣言も解除。
検挙した者から主だった者を拘留し、23人を軍事裁判にかけた。唯一の日本人被告人だったは堀川は重労働10年の判決を受け、在日朝鮮人には最高重労働15年の判決が出されて刑期終了後は本国に強制送還されることになった。

## 事件の決着
同年5月5日、朝連教育対策委員長と文部大臣との間で、「教育基本法と学校教育法を遵守する」「私立学校の自主性の範囲の中で朝鮮人独自の教育を認め、朝鮮人学校を私立学校として認可する｣との覚書が交わされた。

## その他
この事件がきっかけとなって、1948年7月31日に大阪市でデモを規制する全国初の公安条例が成立した。